# Bisdom Ciudad Altamirano
Het bisdom Ciudad Altamirano (Latijn: Dioecesis Civitatis Altamirensis) is een rooms-katholiek bisdom met als zetel Ciudad Altamirano, in Mexico. Het bisdom is suffragaan aan het aartsbisdom Acapulco. 

## Geschiedenis
Het bisdom werd opgericht op 27 oktober 1964, uit delen van de bisdommen Acapulco, Chilapa, Ajuchitlan, Toluca en Tacámbaro, en was suffragaan aan het aartsbisdom Morelia. Op 10 februari 1983 wisselde het van kerkprovincie en werd suffragaan aan het nieuw verheven aartsbisdom Acapulco.

## Parochies
Het bisdom had in 2021 een oppervlakte van 16.000 km2 en telde 1.043.000 inwoners waarvan 95,7% rooms-katholiek was.

## Bisschoppen
- Juan Navarro Ramirez (1 juli 1965 - 18 augustus 1970)
- Manuel Samaniego Barriga (11 januari  1971 - 5 februari 1979)
- José Lizares Estrada (4 maart 1980 - 31 januari  1987)
- José Raúl Vera López (20 november 1987 - 14 augustus 1995)
- Carlos Garfias Merlos (24 juni 1996 - 8 juli 2003)
- José Miguel Ángel Giles Vázquez (19 juni 2004 - 7 september 2005)
- Maximino Martínez Miranda (7 juli 2006 - 28 oktober 2017)
  - Salvador Rangel Mendoza (apostolisch administrator: 28 oktober 2017 - 9 juli 2019)
- Joel Ocampo Gorostieta (2 april 2019 - heden)

Acapulco (aartsbisdom) · Chilpancingo-Chilapa · Ciudad Altamirano · Tlapa